# Virgil Nemoianu
Virgil P. Nemoianu (n. 12 martie 1940, București, România – d. 6 iunie 2025) a fost un eseist, critic literar, filozof al culturii și pedagog american născut în România.
Deși este etichetat, în general, ca un specialist în literatură comparată, în realitate activitatea sa intelectuală acoperă un domeniu mult mai larg de preocupări și realizări. Filozofia gândirii sale îl plasează undeva în zona comună a neo-platonismului și a neo-kantismului, pe care le-a transformat într-un instrument menit să clarifice și să cuantifice asperitățile și chiar absurditățile modernismului și ale postmodernismului. Alegând la începutul carierei sale academice în mod deliberat o scriitură plasată la nivelul orizonturilor intelectuale ale unui Goethe și Leibniz, a continuat să mențină acest nivel spiritual înalt în toate cărțile sale.
În 2015 a fost ales membru de onoare al Academiei Române.

## Date biografice
Fiu de avocat, Nemoianu a dat în 1956, după absolvirea „Liceului Titu Maiorescu” (actualmente „Liceul I.L. Caragiale”), examen de admitere la Facultatea de Medicină a Universității din București, dar nu a reușit. Pe baza notelor acestui examen s-a transferat la Facultatea de Limbi Străine (secția germană-engleză) a aceleiași Universități prin transfer admis de Ministerul Învățământului. După terminarea facultății în 1961 a lucrat timp de un an ca redactor de limbi străine la Editura Academiei, iar apoi, tot un an, ca redactor la secția externă a revistei „Contemporanul”.
Din 1964 până în 1975 (când rămâne în SUA) a lucrat ma întâi ca asistent și apoi ca lector la catedra de limbă engleză a Facultății de Limbi Străine a Universității din București.
Între 1969-1971 studiază la University of California din San Diego, unde își ia doctoratul cu teza „The Growth and Uses of the Idyllic Model in Literature (England, France, Germany).”
A deținut catedra specială „William J. Bayron Distinguished Professorship" la Universitatea Catolică din capitala Statelor Unite.
A mai predat la Universitățile din București, Londra, Cambridge, Amsterdam, Cincinnati și Berkeley (California), a ținut conferințe și a prezentat comunicări la circa 50 de universități din Europa și din America de Nord. Este autorul a peste 15 cărți și 600 de articole și recenzii apărute în România, Elveția, Anglia, Statele Unite, Olanda, Canada, Germania, Ungaria și în alte țări.
 
Domeniile sale de specialitate sunt romantismul european, teoria literaturii și istoria intelectuală a secolelor al XIX-lea și al XX-lea. 
A publicat două lucrări literare: Simptome (1968) (roman) și Arhipelag interior (1994) (autobiografie). 
Deține titlul de Doctor Honoris Causa al Universității din Cluj. 
Între 1979 și 1994, a fost director al programului de literatură comparată la Catholic University of America, iar între anii 1989 și 1991, prorector-asociat al aceleiași universități.

A publicat mai multe volume, printre care: Îmblânzirea Romantismului (The Taming of Romanticism) (Harvard, 1985), în care lansează conceptul de romantism Biedermeier ce definește forma în care curentul se adaptează în Balcani, studiu fundamental pentru cei care cercetează romantismul (ed. românească, editurile Polirom, Curtea Veche). 

În 1989, publică volumul A Theory of the Secondary. Literature, Progress, and Reaction (O teorie a secundarului. Literatură progres și reacțiune) la prestigioasa editură americană „The Johns Hopkins University Press" (1989)
A editat împreună cu Robert Royal o colecție de eseuri, Canons la John Benjamins (Amsterdam and Philadelphia).

## Lucrări publicate

### În străinătate
- 1977 -- Micro-Harmony : The Growth and Uses of the Idyllic Model in Literature (Microarmonia)
- 1984 -- Taming of Romanticism : European Literature and the Age of Biedermeier (Îmblânzirea Romantismului - Literatura europeană și epoca Biedermeier)
- 1989 -- A Theory of the Secondary : Literature, Progress, and Reaction
- 1996 -- Multicomparative Theory, Definitions, Realities
- 2004 -- Nonfictional Romanitc Prose: Expanding Borders (editor)
- 2003 -- Icarus Fallen : The Search for Meaning in a Uncertain World (introducere)
- 2006 -- The Triumph of Imperfection. The Silver Age of Sociocultural Moderation in Early 19th Century Europe
- 2006 -- Imperfection and Defeat.The Triumph of Imperfection: The Silver Age of Sociocultural Moderation in Europe, 1815-1848

### Lucrări coordonate
- The Hospitable Canon. Essays on Literary Play, Scholarly Choice, and Popular Pressures (1991; with Robert Royal), Canonul ospitalier. Eseuri despre jocul literar, alegerea avademică și presiunile populare
- Play, Literature, Religion. Essays in Cultural Intertextuality (1992; cu Robert Royal)
- Non-Fictional Romantic Prose. Expanding Borders (2004; cu Steven Sondrup)
- A editat două numere din prestigioasa revista Stanford Literature Review în anii 80 și a fost editor invitat la RNL/CWR în anii 90.

### În România (lucrări scrise în limba română)
- 1967 -- Structuralismul
- 1968 -- Simptome
- 1971 -- Calmul valorilor
- 1973 -- Utilul și plăcutul
- 1994 -- Surâsul abundenței. Cunoaștere lirică și modele ideologice în opera lui Ștefan Augustin Doinaș
- 2000 -- Jocurile divinității - Gândire, libertate și religie la sfârșit de mileniu
- 2000 -- România și liberalismele ei - Atracții și împotriviri
- 2001 -- Tradiție și libertate
- 2002 -- Înțelepciunea calmă. Dialoguri în cyberspace cu Robert Lazu

### În România (lucrări traduse în limba română)
- 1992 -- Îmblânzirea romantismului
- 1994 -- Arhipelag interior - Eseuri memorialistice, 1940-1975
- 1995 -- Despre dialogul interior - Fragment dintr-o antropologie metafizică
- 1996 -- Microarmonia. Dezvoltarea și utilizarea modelului idilic în literatură

### În SUA (lucrări traduse din limba română)
- Literary Essays. Pater, Chesterton, Eliot (Eseuri literare. Pater, Chesterton, Eliot). (1966). Selection, introduction, translation, notes
- Lyric portraits. Ion Pillat (Portrete lirice. Ion Pillat) (1969). Editing and introduction
- Poems. Gottfried Benn (Poeme. Gottfried Benn) (1973). Introduction and translation (with Șt. A. Doinaș)
- Alibi and Other Poems. Șt. A. Doinaș (1973). Translation into English with Peter Jay
- The conversational essay from Bacon to Huxley, (Eseul conversațional englez de la Bacon la Huxley) (1975) 2 vols. Selection and introduction
- The Eighth Day by Thornton Wilder (1976) Introduction and translation (with A. Nemoianu)
- Hyperion, The Death of Empedocles, Hymns and Odes by Friedrich Hölderlin (Hyperion. Moartea lui Empedocle. Imnuri și ode de Friedrich Holderlin) (1977). 2 vols. Translated into Romanian with Șt. A. Doinaș and I. Negoițescu
- Ion Dezideriu Sîrbu Crossing the curtain (I.D. Sîrbu. Traversarea cortinei) (1994) introduction and edition of literary correspondence (with M. Ghica)
- Microarmonia-Microharmony (ediții românești la Editura Polirom, ediția a doua Curtea Veche)

## Afilieri
- Este membru al Academiei Europene de Arte și Științe din Viena.
- A făcut parte din conducerea secției de romantism comparat și a secției de studii europene a Asociației de Limbi Moderne din Statele Unite.
- În prezent, este vicepreședinte al Asociației Internaționale de Literatură Comparată și membru în Biroul Executiv al Asociației Criticilor și Cercetătorilor Literari din SUA.

## Legături externe
- http://www.romlit.ro/lecturi_complementare Arhivat în 2 martie 2016, la Wayback Machine. iunie 2014, Marius Miheț, România literară
- IASII LUI PATRAS/ Elogiul diletantismului, 5 mai 2010, Patraș Antonio, Ziarul de Duminică
- Virgil Nemoianu sau calmul valorilor[nefuncțională]
, 18 iunie 2013, Ziarul Lumina
- http://www.revistaverso.ro/images/reviste/verso_106_online.pdf